# Onkel Knut
Onkel Knut är den svenske artisten Ola Magnells sjunde album, utgivet på LP 1984. Skivan har inte utkommit på CD.
Skivan är inspelad och mixad 13-31 augusti 1984 i Atlantis studio. Producent var Mats Ronander och ljudtekniker Janne Ugand. Mixningen sköttes av Ugand, Ronander och Magnell. Skivan är graverad av Janne Hansson.
Onkel Knut har en genomgående gitarrbaserad och rockig produktion. Den kännetecknas av en tydlig bandkänsla. Magnells karakteristiska akustiska gitarrspel lyser helt med sin frånvaro. Texterna är till stor del mörka och ger uttryck för frustration med den personliga situationen, tidsandan och samhällets framtidsutsikter. Några sånger har dock klara komiska poänger och skivan avslutas med den tröstfulla "Lyckans länder". Ingen av sångerna från Onkel Knut har kommit att oftare ingå i Magnells senare live-repertoar.
Albumtiteln lär syfta på Magnell själv och skall vara en pseudonym som han använt sig av privat.

## Låtlista
Alla låtar är skrivna av Ola Magnell.
1. "Tallarnas tempeldans"
2. "Boningen var kall"
3. "Jonnys bibliotek"
4. "Fan på väggen"
5. "Kärlek"
6. "Lieman"
7. "Shuffle 37"
8. "Vägen mot Allsingenstans"
9. "Lyckans länder"

## Medverkande
- Affe Byberg – trummor
- Tommy Cassemar – bas
- Sharon Dyall – bakgrundssång
- Erik Häusler – tenorsax
- Micke Jahn – gitarr
- Nils Landgren – trombon
- Anna-Lotta Larsson – bakgrundssång
- Hasse Olsson) – orgel
- Mats Ronander – bakgrundssång
- Olle Westbergh – klaviaturer

## Listplaceringar
| Lista (1984) | Topplacering |
| ------------ | ------------ |
| Sverige      | 40           |

### Fotnoter
1. ↑  Dagens Nyheter, 17 oktober 1984. Läst 19 november 2022.
2. ↑  ”Ola Magnell”. Svensk mediedatabas. http://smdb.kb.se/catalog/search?q=Ola+Magnell&x=0&y=0. Läst 23 januari 2013.
3. ↑  Listplacering